# Distretto di Moka
Moka è uno dei nove distretti di Mauritius, situato al centro dell'isola. Il capoluogo è l'omonima città di Moka. Moka è uno dei due distretti che non hanno accesso al mare, l'altro è Plaines Wilhems. La popolazione nel 2015 era di 83 251 abitanti con una superficie di 230,5 km².